# Królik doświadczalny 6: Diabelska pani doktor
Królik doświadczalny 6: Diabelska pani doktor (ang. Guinea Pig: Peter's Devil Woman Doctor lub Guinea Pig: Devil Woman Doctor) – szósta, ostatnia (nie licząc kolekcji Za ginipiggu 7: Zansatsu supeshyaru) część serii Królik doświadczalny w reżyserii Hajime Tabe z 1990 roku. 

## Opis fabuły
Film nie posiada normalnej, liniowej akcji – składa się z 9 wątków opowiedzianych przez tytułową diabelską panią doktor. Prezentuje nam ona najbardziej dziwaczne i niecodzienne przypadki chorób z jakimi zetknęła się w swej karierze. Dla przykładu, jeden z pacjentów poci się własną krwią, inny cierpi na dziwaczne rozdwojenie jaźni. Oczywiście tak niezwykłe choroby wymagają niezwykłych metod leczenia, a że sposoby pani doktor są bardzo drastyczne, kuracje nader często kończą się trwałym kalectwem lub śmiercią pacjentów.